# Adam Lux
Adam Lux, né le 27 décembre 1765 à Obernburg am Main et guillotiné le 4 novembre 1793 à Paris, est un révolutionnaire allemand.
La mort patriotique, à 27 ans, sous la Terreur, de ce révolutionnaire allemand, a laissé une trace dans le romantisme allemand.

## Biographie
Les parents d’Adam Lux, issu d’un milieu modeste d’agriculteurs, sont néanmoins parvenus à financer ses études à l’université de Mayence, où il a  d’abord étudié la médecine, avant de se tourner vers la philosophie, où il a reçu, à l’âge de 18 ans, son doctorat, avec une thèse sur l’enthousiasme (De enthusiasmo), sous la direction du mathématicien Johann Henrich Voigt (de), dont il était l’étudiant préféré.
Précepteur des enfants du marchand Ernst Dumont, il épousera sa belle-sœur, Sabine Reuter. L’acquisition d’un domaine viticole à Kostheim lui permet de mettre en œuvre son idéal rousseauiste de vie retirée de « paysan philosophique », qui n’exclut pas des contacts avec les milieux instruits mayençais, tels que Niklas Vogt (d), Georg Wedekind (de) ou Georg Johann Reuter (de).
À l’avènement de la Révolution française, il adhère avec enthousiasme aux idées révolutionnaires françaises et salue l’intervention militaire des armées révolutionnaires à Mayence. L’occupation de cette ville, le 22 octobre 1792, a vu le début de son activité politique, avec la tenue, à l’issue une réunion d’information de trois jours, d’un référendum en faveur de l’entrée de Mayence dans la Première République française, le 2 novembre 1792 à Kostheim. Le résultat du scrutin a été célébré avec une fête, qui a culminé avec la plantation d’un arbre de la liberté.
Lux a ensuite emménagé, avec sa famille, à Mayence, où il rejoint la Société des amis de la liberté et de l’égalité, le club des Jacobins local, et intègre, probablement pour ses compétences linguistiques, le Comité de correspondance, sans que sa personnalité réservée ne recherche de rôle de premier plan. La Convention nationale rhénano-allemande, le parlement de l’éphémère République de Mayence, fondée selon l’exemple français et présidée par Andreas Joseph Hofmann s’étant ouverte le 17 mars 1793, proclama sa séparation du Saint-Empire romain germanique, l’abolition des privilèges du clergé ainsi que ceux de la noblesse, mais ne put assurer une assise suffisante pour créer la république de Mayence. Sur la motion de Georg Forster, la Convention demanda sa réunion à la France, et chargea Lux, qui avait demandé et obtenu la nationalité française, Forster et le commerçant Potocki d’une mission comme député extraordinaire en France pour la demander son adhésion à la République. Lors de leur voyage, ils étaient accompagnés du commissaire de la Convention Nicolas Haussmann.
Arrivés à Paris, le 29 mars 1793, la délégation a obtenu l’adhésion de la République de Mayence, dès le lendemain, mais le siège de Mayence par les troupes de la Première Coalition empêchant tout retour de la délégation, il est resté à Paris, où il a fait la rencontre de plusieurs amis allemands de la liberté, tels que Conrad Engelbert Oelsner et Johann Georg Kerner (de), qui lui font part de leur déception face au développement de la Révolution. L’éruption de la Terreur et la radicalisation des sans-culottes et des Jacobins leur a ôté une bonne part de leurs illusions.
Peu familier des intrigues politiques françaises de la Révolution française, Lux, arrivé à Paris au plus fort des combats entre Montagnards et Girondins, se range du côté des Girondins au moment où ils sont proscrits. Convaincu que seul ce parti représentait une liberté fondée sur l’ordre public et convaincu du danger qui menaçait la république et l’affranchissement de sa ruine, il décida en mai de se poignarder publiquement à l’Assemblée nationale. Seuls ses amis parvinrent l’en empêcher de mettre ce projet à exécution. Le 17 juillet 1793, il fait placarder un Avis aux citoyens français, où il attaque la Montagne comme traitre à la république.
Le 19 juillet 1793, deux jours après avoir accompagné depuis la rue Honoré jusqu’à l’échafaud la charrette qui conduisait Charlotte Corday au supplice, et ne cessant d’avoir les yeux attachés sur elle, il publie un nouvel écrit intitulé Charlotte Corday, in-8°, où il professe son admiration pour Charlotte Corday, se proposant de faire élever à sa mémoire une statue, avec cette inscription « Plus grande que Brutus », même s’il n’approuvait pas, sur le fond, l’assassinat de Marat. Arrêté, le 24 juillet 1793, à son hôtel au « Patriote Hollandois », a-t-il été admis à La Force. En y entrant, il se serait écrié, dans un transport de joie : « Je vais donc mourir pour Charlotte Corday »,.
Pendant les trois mois au cours desquels il a attendu son procès, sa tranquillité et son courage faisant l’admiration des prisonniers et même de ses gardiens, il a rejeté une tentative de Wedekind, de le sauver en expliquant que son amour pour Charlotte Corday lui aurait fait perdre la tête.
Jugé, le 14 brumaire an II (4 novembre 1793), il déclare au Président Dumas, qu’il n’a pas loué l’assassinat de Marat, mais le courage par lequel Charlotte Corday l’a expié. Il explique ensuite vouloir mourir pour éclairer la République, puisque sa vie ne peut plus la servir. Le juge ayant en vain tenté d’engager à s’abstenir de toute ingérence dans les affaires publiques, il est condamné à mort.
Le soir même, à cinq heures du soir, la charrette de l’exécuteur l’emmène, avec Marie-Madeleine Coutelet, une veuve de trente-deux ans, directrice de la filature de la rue Saint-Jacques à Reims, elle avait été dénoncée pour « correspondances ultra-révolutionnaires » vers la place de la Révolution, où il est allé au supplice avec le même calme que Charlotte Corday. Kerner, à qui cette exécution a été décrite par un ami, a écrit : « Il est monté sur l’échafaud comme à la tribune. »
Henri Welschinger écrit qu’« Il parait qu’à l’extrémité du faubourg de la Petite-Pologne, aujourd’hui quartier du parc Monceau, à l’angle de la rue du Rocher et de la rue de Valois, dans un terrain de la forme d’un carré long fut mis en terre le corps de Charlotte Corday. À côté d’elle on déposa, quelques jours après, Adam Lux. Ils étaient ainsi réunis dans la mort ».

## Publications
- Avis au citoyens Français, 13 juillet 1793 (jour de l’assassinat de Marat).
- Charlotte Corday, in-8°, 19 juillet 1793.

## Postérité
Le sort de ce révolutionnaire a trouvé un écho littéraire parmi les romantiques allemands : 

« Il est mort pur et grand à la fois.... Et aucun Allemand ne l’oubliera ! »

— Jean Paul
 Selon Richard Friedenthal, Dieter Borchmeyer ou August Gassner, Goethe a peut-être également inspiré le premier fiancé de Dorothea dans son épopée Hermann et Dorothea (1798) sur Lux.
Goethe le cite dans Hermann et Dorothée (1796). Romain Rolland en fait un personnage secondaire de son roman, Le Triomphe de la raison (1899). Stefan Zweig en fait le héros de sa pièce en dix tableaux, écrite en 1928.